# 中央前沟
中央前沟（英文：Precentral sulcus）是人脑额叶中的脑沟，与中央沟平行、位于其前方。中央前沟将额下回、额中回、额上回与中央前回分隔开。有时中央前沟也被进一步分为3部分。